# 友咲まどか
友咲 まどか（ともさき まどか、1989年5月16日 - ）は、日本の女優である。オフィスMORIMOTO所属。愛称は、まどち、ちまど。静岡県出身。

## 略歴・人物
- 静岡県立沼津城北高等学校在学中に、芸能活動を開始する。
- 2012年5月15日(23歳の誕生日の前日)、23歳からは「ずっと夢であった女優として頑張っていきたい」と語った[1]。
- 特技は書道（六段の1つ上位、師範の2つ下位）、短距離走、暗記。
- 書道が得意だが、読めない漢字がたくさんある。
- 趣味は唐揚[2]、料理、ファッション、美容。
- 「蛙になる前のおたまじゃくしは魚類」[1]発言など、天然ボケを得意とする。知識は不足しているが頭の回転は悪くない。このアンバランスから天然ボケが生まれ、笑いを生じるようである。
- ブログに寄せられるファンのコメントには、握手会にて会話をして癒された、などの内容のものがしばしば見受けられる。いわゆる「癒しキャラ」である。
- 普通自動車免許保有。輸入車が好き、運転も好き。車の用品店でアルバイトをして影響を受けた。
- アメリカンショートヘアの猫を一匹飼っている、名前は「とろろ」。(トトロではない)
- 猫が好き。蝶が嫌いで、ゴキブリよりも嫌いである[1]。
- 伝統的・和風美人の顔立ちで、日本髪・和服の装いも秀でている。
- 昭和歌謡を好み、良く歌う[3]。
- トークはユルい印象を受けるが、終了後もうチョッと見たい・聞きたいという余韻が残る[3]。
- 本人によると、長所は健康、短所は小生意気[4]。

## 交友関係
- 特に大江朝美（元AKB48）、吉田ユウとは大親友であり、三人で『ねこちゃんチーム』を結成していた。
- 以前同じ事務所だった、大山愛未（元SDN48）と仲がいい。互いのブログにガールズトークした話題が登場する。初対面の時には、あまりにタイプが違うため「絶対に合わない」と互いに思ったという。

## 出演

### 映画
- ブラック・エンジェルズ（2011年、内田英治監督作品）
- アバター（2011年、和田篤司監督作品）
- 桜蘭高校ホスト部（2012年、韓 哲監督作品）
- バックグラウンド（2014年、田中慎太郎監督作品、第一回新人監督映画祭 コンペティション部門長編上映）
- 忍性（2016年、秋原北胤監督作品、和泉元彌主演） 予告編
- 三度目の殺人（2017年、是枝裕和監督作品、福山雅治主演） - ユカリ 役
- 箱入娘面屋人魚（2017年、秋原北胤監督作品、宮川一朗太主演） - 伝三役
- こちらトゥルーラブ株式会社（2017年、木下半太監督作品） - 高野 役
- 飢えたライオン（2017年、緒方貴臣監督作品）
- 生きる街（2018年、榊英雄監督作品）
- 万引き家族（2018年、是枝裕和監督作品） - 大久保 役

### テレビドラマ
- 神様のイタズラ（2011年、BeeTV）
- 警視庁再犯防止課 真崎英嗣（2011年、TBS） - バーテンダー役
- 桜蘭高校ホスト部（2011年、TBS） - レギュラー女子高生役、女子中学生役
- 白戸修の事件簿（2012年、TBS） - ウェイトレス役
- 黒の女教師（2012年、TBS） - 須藤達也の彼女 役
- 非公認戦隊アキバレンジャー シーズン痛（2013年） - メイド役
- 土曜ワイド劇場 タクシードライバーの推理日誌34「飛騨高山〜殺人スクープの女!!」（2013年12月7日、テレビ朝日） - 会社受付嬢 役
- 僕のいた時間 第二話（2014年1月15日、フジテレビ） - 辻沢英子 役
- 水曜ミステリー9 金沢のコロンボ2（2015年5月20日、テレビ東京） - 佐久間星香 役
- 警視庁いきもの係 第四話（2017年7月30日、フジテレビ） - 湯沢遥香 役
- 30歳まで童貞だと魔法使いになれるらしい（2020年10月9日-、テレビ東京） - 社員役

### バラエティ
- 志村けんのバカ殿様（2011年・2012年、フジテレビ） - 腰元 役 ※レギュラー
- 戦国鍋TV（2012年4月-、TVK） - 戦国武将がよく来るキャバクラ キャバ嬢役
- さんすう刑事ゼロ 第3回（2013年5月13日、NHK Eテレ） - 角田まなみ(新婦) 役
- 「映画館に行こう！」実行委員会×スカパー！『新作映画イッキに見せます！』in 東京国際映画祭（2013年10月20日、BSスカパー!） - ミス・ポップコーン

### CM
- イオン化粧品「温泉蒸しタオル美容 魔法の１分間」篇（2019年） - 生徒役[5]

### Vシネマ
- ひとり交換日記（2013年） - OL役
- 極サギ3（2015年5月1日） - カナコ 役
- 極サギ4（2015年7月）
- 漆黒の男たち（2018年）

### 舞台
- 東京ZOOM（2012年、AQUA studio） - メロン役
- ロンリー〜LONELY〜（2012年、池袋 シアターグリーン） - 桑田弥生 役
- ラ・カヌビエール〜奇跡のディナー〜（2012年8月、新宿 シアターサンモール） - ジュリア 役
- 超青春合唱コメディ『SING！』（2013年6月、新宿 東京芸術劇場・シアターウエスト、大阪市港区 世界館） - 波多野詩依 役
- Yプロジェクト公演『地獄門』（2014年2月、渋谷区文化総合センター大和田） - マロン 役
- 『異人たちのラプソディ』（2014年4月、中野 劇場MOMO） - 希 役
- シーラ＆シャイニングスターズ VOL.4 「僕とパンダとイーノと彼女」（2016年6月、新中野 ワニズホール） - 早坂さき 役

### インターネットテレビ
- 『デ☆ビューCh』（2012年5月15日、あっ!とおどろく放送局）
- 『デ☆ビューCh スペシャル』（2012年6月30日、あっ!とおどろく放送局）
- 『デ☆ビューCh』（2012年8月-2012年12月、＠TV） - サブMC

### ファッションショー
- 第10回 武市昌子杯 振袖・留袖・花嫁着付技術選手権 エキジビションにて 十二単のモデル（2013年11月26日、セルリアンタワー）